# Abebe Bikila
Abebe Bikila (propriamente Bikila Abebe o Bichila Abbebe; Jato, 7 agosto 1932 – Addis Abeba, 25 ottobre 1973) è stato un maratoneta etiope, campione olimpico ai Giochi di Roma 1960 e Tokyo 1964.

## Biografia
Agente di polizia, guardia del corpo personale dell'imperatore Hailé Selassié, Abebe Bikila era nato nel villaggio di Jato in Etiopia. Divenne un eroe nazionale dopo aver vinto la medaglia d'oro nella maratona olimpica del 1960.
Ai Giochi della XVII Olimpiade, svoltisi a Roma, Bikila vinse la maratona correndo l'intera distanza senza scarpe per una precisa scelta tecnica concordata con il suo allenatore, lo svedese di origine finlandese Onni Niskanen. Bikila divenne il simbolo dell'Africa che si liberava dal colonialismo europeo.
Quattro anni dopo, Bikila si presentò alle Olimpiadi di Tokyo 1964 in condizioni di forma peggiori. Era stato operato di appendicite sei settimane prima della gara e non ebbe tempo sufficiente da dedicare agli allenamenti. Tuttavia, vinse nuovamente (gareggiando con le scarpe), stabilendo anche il miglior tempo mondiale sulla distanza. Bikila divenne il primo campione olimpico a bissare la vittoria nella maratona, impresa riuscita successivamente al tedesco orientale Waldemar Cierpinski e al kenyano Eliud Kipchoge.
Ai Giochi olimpici estivi del 1968, tenutisi a Città del Messico, Bikila subì le conseguenze dell'altitudine, degli infortuni e dell'età. Fu costretto a ritirarsi dalla gara prima della fine.
Nel 1969 Bikila stava guidando nei pressi di Addis Abeba quando ebbe un incidente, rimanendo paralizzato dalla vita in giù. Nonostante le cure e l'interesse internazionale, non riuscì più a camminare. Pur impossibilitato all'uso degli arti inferiori, non perse la forza di continuare a gareggiare: nel tiro con l'arco, nel tennistavolo e perfino in una gara di corsa di slitte (in Norvegia). Partecipò inoltre ai Giochi paralimpici di Heidelberg nel 1972 nel tiro con l'arco.
Morì l'anno successivo, all'età di 41 anni, per un'emorragia cerebrale, venendo poi sepolto nel cimitero parrocchiale di San Giuseppe ad Addis Abeba.

## Omaggi e riconoscimenti

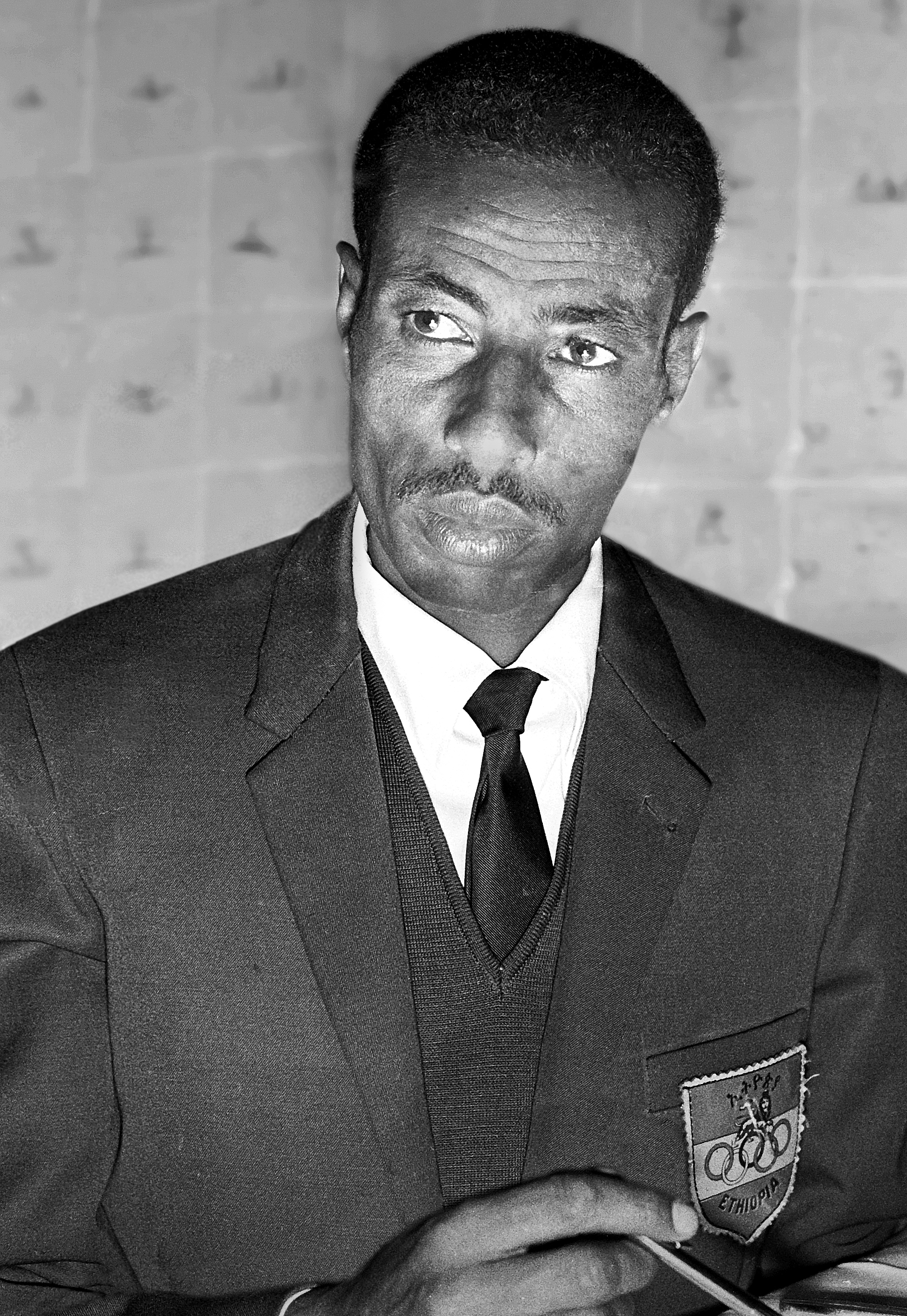
Abebe Bikila nel 1968

- In suo onore è stato intitolato lo stadio nazionale di Addis Abeba. A testimonianza del grande significato simbolico delle imprese di Abebe Bikila, sulla sua lapide nel cimitero di Addis Abeba, dove è sepolto, le incisioni sono in tre lingue, amarico, italiano e giapponese.
- In diverse scene del film Il maratoneta (The Marathon Man), di John Schlesinger, Dustin Hoffman osserva il video di Bikila che corre e taglia il traguardo dello stadio olimpico, mentre sue foto sono appese alla parete.
- Nel 2009 è stato prodotto il film biografico L'atleta - Abebe Bikila, diretto da Rasselas Lakew e Davey Frankel e con lo stesso Rasselas Lakew nei panni di Bikila.
- In suo onore si è costituito il comitato "Bikila 2010" per i festeggiamenti del cinquantenario dalla vittoria olimpica di Bikila a Roma 1960 mentre a Ladispoli, il 19 marzo 2010, è stato intitolato all'atleta un ponte pedonale. La città di Roma, il 10 settembre 2010, gli ha dedicato una targa in memoria del cinquantenario della vittoria, lungo il percorso olimpico di fronte all'ingresso del Palatino.
- Il vincitore della maratona di Roma 2010, il connazionale Siraj Gena, per onorare i 50 anni dalla vittoria delle Olimpiadi del 1960, ha tagliato il traguardo senza scarpe (ottenendo peraltro un compenso di 5 000 € da parte di uno sponsor per questo gesto).[1]
- L'8 novembre 2019 la Commissione Toponomastica del Comune di Roma ha deliberato l'intitolazione ad Abebe Bikila di una strada del quartiere Cecchignola, nel IX Municipio.[2]
- Nell'estate del 2022 la via è stata intitolata, seppur con nessuna cerimonia e sono state poste le indicazioni. La strada collega via Laurentina a via di Tor Pagnotta.

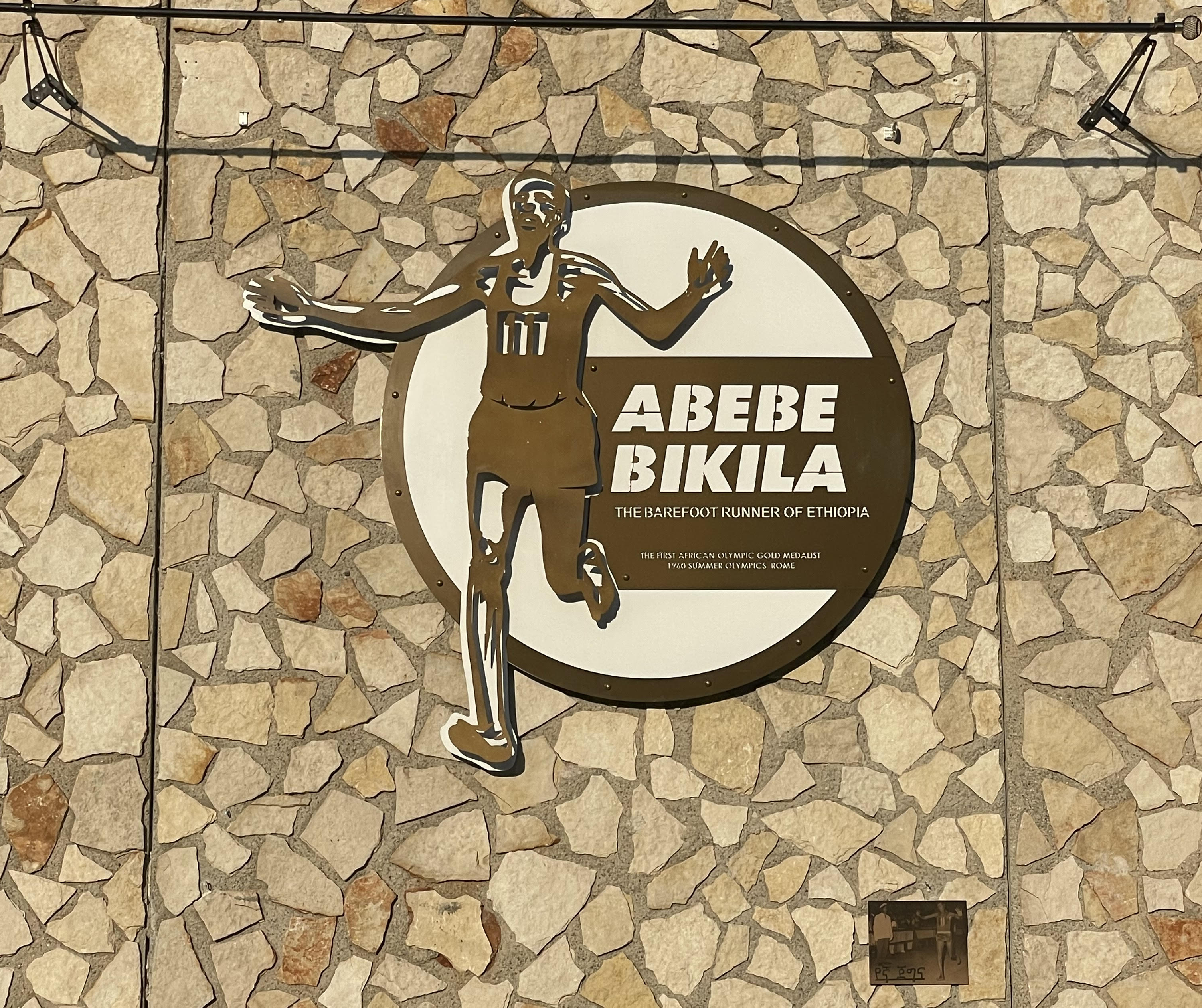
La targa apposta dall'Ambasciata d'Etiopia a Roma il 23 luglio 2023 in Via Abebe Bikila a Roma, nel quartiere Laurentino.

- Il 23 luglio 2023 l'Ambasciata d'Etiopia ha voluto apporre una targa commemorativa nella strada. Alla cerimonia, avvenuta in concomitanza con la conferenza internazionale sulle migrazioni tenutasi a Roma, ha presenziato il Primo Ministro d'Etiopia Abiy Ahmed.

## Palmarès

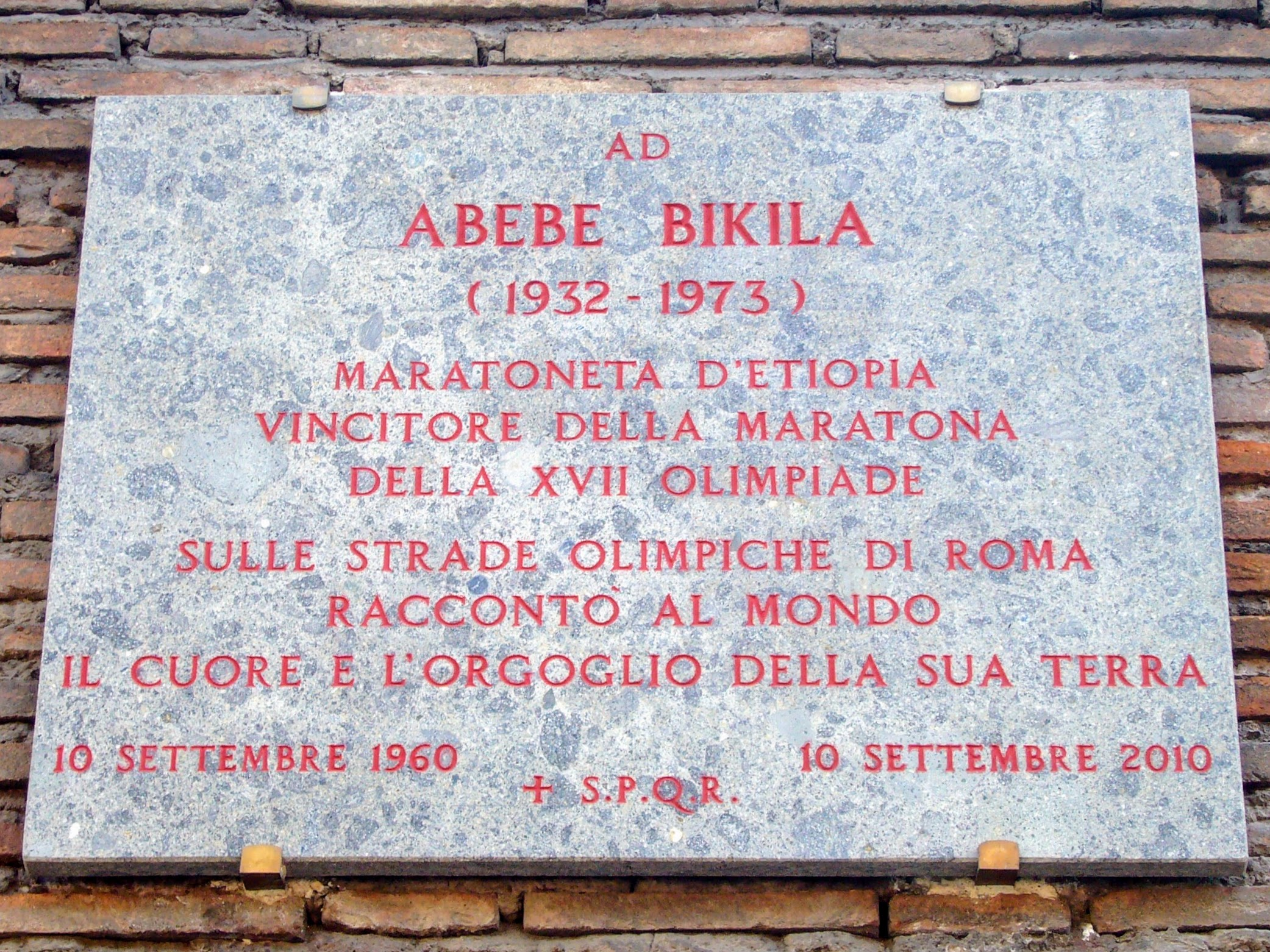
Roma, targa in memoria di Abebe Bikila in via di San Gregorio, di fronte all'ingresso al Palatino

| Anno | Manifestazione  | Sede              | Evento   | Risultato | Prestazione | Note                              |
| ---- | --------------- | ----------------- | -------- | --------- | ----------- | --------------------------------- |
| 1960 | Giochi olimpici | Roma              | Maratona | Oro       | 2h15'16"2   | Record mondiale · Record olimpico |
| 1964 | Giochi olimpici | Tokyo             | Maratona | Oro       | 2h12'11"2   | Record mondiale · Record olimpico |
| 1968 | Giochi olimpici | Città del Messico | Maratona | dnf       | dnf         |                                   |

## Altre competizioni internazionali
1960
- Oro alla Maratona di Addis Abeba ( Addis Abeba) - 2h21'23"

1961
- Oro alla Maratona del lago Biwa ( Ōtsu) - 2h29'27"
- Oro alla Maratona internazionale della pace ( Košice) - 2h20'12"
- Oro alla Maratona di Osaka ( Osaka) - 2h29'27"
- Oro alla Maratona di Atene ( Atene) - 2h23'44"

1963
- 5º alla Maratona di Boston ( Boston) - 2h24'43"
- Bronzo alla Hyde Shoe AA ( Cambridge), 18 km - 58'44"

1964
- Oro alla Maratona di Addis Abeba ( Addis Abeba) - 2h23'14"
- Oro agli Ethiopian Olympic Trials ( Addis Abeba) - 2h16'18"
- Bronzo al Juan Muguerza Memorial ( Elgoibar)

1965
- Oro alla Maratona del lago Biwa ( Ōtsu) - 2h22'55"

1966
- Oro alla Maratona di Zarautz ( Zarautz) - 2h20'28"
- Oro alla Maratona di Seul ( Seul) - 2h17'04"